# Cratere Enkai
Enkai è un cratere sulla superficie di Rea.